# آنگون (آلاسکا)
آنگون (به انگلیسی: Angoon) شهری در ناحیه سرشماری هوناه-آنگون ایالت آلاسکا است که جمعیت آن در سرشماری سال ۲۰۰۰ میلادی ۵۷۲ نفر بوده‌است.